# Deen Castronovo
Pour les articles homonymes, voir Deen.
Deen Castronovo est un batteur et chanteur américain originaire de Californie né en 1964. Il est connu pour avoir joué pour des groupes ou artistes renommés de la scène hard rock ou heavy metal tels que Journey, Ozzy Osbourne, Steve Vai, Paul Rodgers , Cacophony, Marty Friedman, Tony MacAlpine, Bad English, Social Distortion ou James Murphy.

## Biographie

### Jeunesse
Deen Castronovo est né dans la ville de Westminster, en Californie, et a commencé à jouer de la batterie à l'âge de 6 ans. Il a grandi à Keizer, en Oregon, où il a fréquenté le South Salem High School. Castronovo a déclaré que le temps passé dans un groupe au lycée lui avait donné identité et confiance. Deen cite Steve Smith, Neil Peart et Rush, Terry Bozzio, Peter Criss et Kiss, John Bonham et Led Zeppelin, Van Halen et AC/DC comme influences musicales.

### Carrière
Castronovo est l'ancien batteur des groupes Wild Dogs, Bad English, Hardline, Ozzy Osbourne et GZR. Il joue actuellement de la batterie et partage le chant des groupes Revolution Saints et Journey.

### Wild Dogs (1982-1987)
Wild Dogs est un groupe de rock américain de Portland, Oregon formé librement en 1981 par Jeff Mark, Danny Kurth, Matt McCourt et Pete Holmes. Le batteur Pete Holmes a été attiré par Black 'n Blue et a été remplacé par Jaime St. James. Le groupe a fait une apparition sur une série de compilations, mais avant qu'un album complet ne puisse être enregistré avec Shrapnel Records, St. James a quitté le groupe pour rejoindre justement Black 'n Blue. C'est à ce moment que Deen Castronovo a été découvert pour la première fois par McCourt, qui a recruté le local, puis seulement le batteur de 17 ans Castronovo pour rejoindre le groupe.
Deen a alors joué sur le premier album éponyme Wild Dogs (1983), puis sur le suivant Man's Best Friend (1984) et Reign Of Terror (1987). Le groupe était reconnu pour ses concerts live mettant en vedette les accessoires de McCourt et le sens du spectacle de Castronovo.

### Bad English (1987–1991)
Tout en travaillant avec Wild Dogs, Castronovo a rencontré et a commencé à travailler avec Tony MacAlpine, ce qui a conduit à une introduction au futur partenaire de collaboration de longue date, Neal Schon. Peu de temps après, Neal invitera Castronovo à auditionner pour un nouveau groupe avec Jonathan Cain, John Waite et Ricky Phillips, qui deviendra Bad English. Après deux albums, dont une nomination pour le meilleur nouveau groupe en 1989 aux International Rock Awards, Bad English s'est dissous en 1991. En 1995, une compilation est sortie.

### Hardline (1991–1992)
Travaillant à nouveau avec Neal Schon, Castronovo a joué de la batterie et a chanté des chœurs sur le premier album de Hardline, Double Eclipse. Le premier single de l'album " Takin 'Me Down " a culminé à la 37e place du palmarès Hot Mainstream Rock Tracks de Billboard . Le deuxième single de l'album, une reprise de la chanson "Hot Cherie" de Danny Spanos, s'est hissé à la 25e place du classement Hot Mainstream Rock Tracks.

### Ozzy Osbourne (1995)
Castronovo est apparu sur la sortie de l'album de 1995, Ozzmosis, le septième album studio solo d'Ozzy Osbourne. L'album a atteint le numéro 22 du UK Albums Chart et le numéro quatre du Billboard 200 américain. Castronovo a également tourné avec Ozzy sur une partie de l'étape 1995 du Retirement Sucks Tour.

### Journey (1998-2015, 2021-présent)
Castronovo a continué à être dans divers groupes avec Schon, de Hardline à Paul Rodgers. Après un passage de 3 ans avec Vasco Rossi, il rejoint Journey, où il passera les 18 années suivantes et 5 albums en tant que batteur, accompagnateur et chanteur occasionnel.
Bien qu'il ne soit pas le batteur original de Journey, Castronovo est le batteur le plus ancien à ce jour, ayant joué sur les albums Arrival (2001), Red 13 (2002), Generations (2005), Revelation (2008), Eclipse (2011) et Freedom. (2022).
En tant que chanteur, il a œuvré sur "Still They Ride", "Mother, Father" et "Keep On Runnin'", (et à de rares occasions, sur "Faithfully" et "Where Were You") en concert afin de laisser le chanteur faire une pause. En studio, il a chanté sur "A Better Life" et "Never Too Late" sur l'album Generations, ainsi que "After Glow" sur Freedom.
Castronovo a été licencié par Journey en août 2015 à la suite d'une arrestation pour violence domestique en juin 2015. Il a été remplacé par Omar Hakim lors de la tournée du groupe en 2015, puis le batteur de longue date Steve Smith rejoignant par la suite le groupe.
En juillet 2021, Schon a confirmé le retour de Castronovo avec Journey en tant que deuxième batteur aux côtés de Narada Michael Walden. Après le départ de Walden du groupe en 2022, il est redevenu le seul batteur, bien qu'ils apparaissent toujours tous les deux sur l'album Freedom.

### Soul SirkUS (2004–2005)
Après que le projet Planet Us n'ait pas produit d'album, Neal Schon était déterminé à voir le matériel qu'il avait écrit prendre vie. Lors du NAMM Show annuel de 2004 à Los Angeles, Schon a rencontré Jeff Scott Soto et a testé les eaux avec une jam session. Pendant son séjour à Los Angeles, Schon a également assisté à une vitrine mettant en vedette Marco Mendoza. Invitant Soto, Mendoza et Castronovo à le rejoindre, le nouveau groupe, Soul SirkUS, a commencé à répéter et a finalement enregistré 11 chansons pour leur premier album, World Play. Bien que tous les morceaux de base de l'album aient été écrits à l'origine pour Planet Us, une seule chanson complète de ce groupe a été utilisée pour les débuts de Soul SirkUS.
Au début de 2005, avec un album complet intitulé World Play (la version "Black Sleeve"), le groupe était prêt à tourner, mais Castronovo est tombé malade en raison d'un épuisement extrême. Peu de temps après, Castronovo s'est retiré de Soul SirkUS sur la recommandation de son médecin et a été remplacé par le batteur australien Virgil Donati.
Ultimement, il y eut 3 éditions de l'album. La version "Black Sleeve" était l'original avec la batterie de Castronovo, la version "Green Sleeve" était une édition américaine remasterisée, la "Yellow Sleeve" avait deux versions : une édition européenne du remaster qui comprenait un DVD bonus, et une édition japonaise du remaster qui comprenait une chanson bonus. La version "Black Sleeve" est la seule avec Castronovo.

### Revolution Saints (2014–présent)
Alors qu'il était encore avec Journey, Castronovo, Jack Blades (Night Ranger, Damn Yankees et Shaw Blades) et Doug Aldrich (Whitesnake, Dio, The Dead Daisies) ont formé Revolution Saints. Le groupe, où Deen était le chanteur principal et jouait aussi la batterie, a sorti son premier album éponyme le 24 février 2015. L'album suivant, Light in the Dark, est sorti le 13 octobre 2017. L'album a été classé n ° 8 sur la liste "Album de l'année" 2017 de Dr. Music.

### Gioeli-Castronovo (2017–présent)
Johnny Gioeli et Castronovo ont joué ensemble pour la première fois sur le premier album de Hardline, Double Eclipse, sorti en 1992. 25 ans plus tard, les deux se sont réunis en Italie pour commencer à travailler sur le premier album de Gioeli-Castronovo, Set The World On Fire, disponible 13 juillet 2018. Les deux hommes ont poursuivi leur chemin musical depuis la dernière fois qu'ils se sont vus, Gioeli continuant à diriger Hardline en plus d'être le chanteur soliste de Crush 40 et du groupe d'Axel Rudi Pell, tandis que Castronovo a passé du temps avec divers groupes.

### Génération Radio (2020-2021)
En 2020, Castronovo rejoint le supergroupe Génération Radio. Il a joué la batterie et partagé le chant avec Jay DeMarcus (claviers), Jason Scheff (basse), Chris Rodriguez (guitare) et Tom Yankton (guitare). Le groupe a donné son premier concert live le 28 octobre 2020 à Nashville, TN. Tous les profits du concert sont allés au fonds de secours ACM Lifting Lives COVID. Le groupe a sorti son premier album le 12 août 2022. Il quitte Generation Radio pour rejoindre Journey et a été remplacé à la batterie par Steve Ferrone. 

### Autres projets
Le premier grand concert de Castronovo a eu lieu à l'âge de 16 ans avec un groupe appelé The Enemy, qui a ouvert pour des groupes comme Blue Öyster Cult et Foghat. Il a joué dans Cacophony, Dr. Mastermind, Planet Us (un supergroupe éphémère avec Sammy Hagar, Michael Anthony, Joe Satriani et Neal Schon), Social Distortion et GZR (formé par le bassiste de Black Sabbath, Geezer Butler), ainsi que dans des groupes d'accompagnement pour Vasco Rossi, Paul Rodgers et Matthew Ward.
Il a également joué sur la chanson "Smoke of the Revolution" sur l'album solo de Neal Schon Late Nite (1989).
Après avoir travaillé avec Paul Rodgers, il a commencé à travailler en session avec Steve Vai, avec qui il a réalisé deux albums. Steve l'a appelé plus tard pour auditionner pour Ozzy Osbourne, ce qui l'a amené à enregistrer Ozzmosis et à faire une tournée sud-américaine avec Ozzy. Ensuite, il a commencé à travailler en session pour le producteur Michael Beinhorn, enregistrant avec Social Distortion, le projet solo de Geezer Butler et Hole.
Il a sorti une vidéo pédagogique intitulée "High Performance Drumming" en 1991 et a été impliqué avec le Boys & Girls Club de Salem.
En 2019, il a tourné avec le guitariste Neal Schon lors de la tournée "Journey Through Time", qui met en vedette d'anciens membres de Journey interprétant des chansons de toute la discographie du groupe (y compris certaines qui ne sont plus interprétées par le groupe Journey). Il a agi en tant que batteur et partage les tâches vocales avec le claviériste Gregg Rolie.

### Vie privée
Castronovo a été arrêté le 14 juin 2015 et accusé d'agression au quatrième degré et de menaces après que la police a déclaré qu'il avait physiquement blessé une femme. En conséquence, il a été immédiatement retiré des performances de Journey à venir[27] et finalement remplacé par Omar Hakim lors de la tournée 2015 du groupe. Le 29 juin 2015, Castronovo a été inculpé par un grand jury du comté de Marion pour crime de viol, voies de fait, abus sexuels, utilisation illégale d'une arme dangereuse et outrage au tribunal (violation des conditions de la caution après l'arrestation du 14 juin). Avec neuf des accusations initiales rejetées, Castronovo a plaidé coupable à six chefs d'accusation et a reçu une peine avec sursis et quatre ans de probation.

## Discographie

### avec Wild Dogs
- 1983 - Wild Dogs
- 1984 - Man's Best Friend
- 1987 - Reign of Terror

### avec Dr. Mastermind
- 1986 - Dr. Mastermind

### Tony MacAlpine
- 1987 - Maximum Security
- 1994 - Premonition

### avec Cacophony
- 1988 - Go Off!

### avec Marty Friedman
- 1988 - Dragon's Kiss

### avec Bad English
- 1989 - Bad English
- 1991 - Backlash

### avec Matthew Ward
- 1990 - Fortress

### avec Joey Tafolla
- 1991 - Infra-Blue

### avec Hardline
- 1992 - Double Eclipse

### avec Paul Rodgers
- 1993 - The Hendrix Set

### avec Ozzy Osbourne
- 1995 - Ozzmosis

### avec Steve Vai
- 1995 - Alien Love Secrets (EP)
- 1996 - Fire Garden

### avec G//Z/R
- 1995 - Plastic Planet
- 1997 - Black Science

### avec Social Distortion
- 1996 - White Light, White Heat, White Trash

### avec James Murphy
- 1996 - Convergence
- 1998 - Feeding the Machine

### avec Hole
- 1998 - Celebrity Skin (non crédité)

### avec George Bellas
- 1998 - Mind over Matter

### avec Journey
- 2001 - Arrival
- 2002 - Red 13 (EP)
- 2005 - Generations
- 2008 - Revelation
- 2011 - Eclipse

### avec Vasco Rossi
- 2002 - Tracks
- 2009 - Tracks 2

### avec Soul SirkUS
- 2004 - World Play

### avec The Hitmaker
- 2006 - Don't Stop Believin' (featuring Deen Castronovo)

### avec Revolution Saints
- 2015 - Revolution Saints
- 2017 -  Light in the Dark

### avec Jonathan Cain
- 2016 - What God Wants to Hear

### autres apparitions
- 2015 - Fear Factory - Genexus sur le titre Soul Hacker
- 2017 - Wednesday 13 - Condolences